# 拼命三郎 (電影)
《拼命三郎》（英語：Fight For Tomorrow）為2025年香港劇情片，由陳大利編導，譚耀文、林家熙、應智越、鄭浩南、姚樂怡主演。電影講述落魄江湖老大石三郎（譚耀文飾）與失聯多年的兒子石頭（林家熙飾）重逢後，兩代人在逆境中通過泰拳拼搏重尋親情與自我價值的故事。

## 演員
- 譚耀文 飾 石三郎：過氣江湖老大，出獄後做代客泊車，為保護兒子重拾鬥志。
- 林家熙 飾 石頭：叛逆青年，因泰拳與父親重建關係。
- 應智越 飾 李大偉：李萬四的兒子，與石頭在拳擊擂台對決。
- 鄭浩南 飾 李萬四：三郎昔日社團兄弟，與三郎有新仇舊恨，反映香港時代變遷。
- 姚樂怡 飾 張淑欣：石三郎的前妻，鄧國良的妻子
- 袁富華 飾 鄧國良：張淑欣的現任丈夫
- 何啟南 飾 馬偉忠：石三郎的好友，經營麵檔
- 吳梓熙 飾 林子熙：李萬四之手下，負責監視李大偉
- 羅蘭 飾 鄧國良的母親
- 羅永昌 飾 發叔：石三郎的泊車檔檔主
- 唐嘉麟
- 林燕玲（聲演）

## 歌曲
| 曲序 | 曲目     |        | 作曲 | 编曲 | 製作人 | 主唱   |
| ---- | -------- | ------ | ---- | ---- | ------ | ------ |
| 1.   | 拼命三郎 | 陳大利 | 戴偉 | 戴偉 | 戴偉   | 譚耀文 |

## 製作背景
本片是陳大利繼《黃金花》後「明天三部曲」的第二部，英文片名從《黃金花》的「Tomorrow Is Another Day」升級為「Fight For Tomorrow」，主題從母子情轉向父子情。導演陳大利透露，譚耀文的角色靈感源自2017年《葉問》片場閒聊，劇本打磨多年，特意為其設計「拼命三郎」形象，呼應《水滸傳》石秀的執著與義氣精神。動作指導張文傑為每位演員量身設計泰拳動作，強調戲劇性而非單純打鬥。林家熙與應智越需接受密集訓練，林家熙曾因訓練受傷仍堅持拍攝。

## 發行
2025年6月17日於香港又一城戲院舉行首映禮，導演陳大利、譚耀文、林家熙等主創出席，郭富城驚喜現身支持。

## 外部連結
- 拼命三郎的Facebook專頁
- 豆瓣电影上《拼命三郎》的資料 （简体中文）
- 互联网电影数据库（IMDb）上《拼命三郎》的资料（英文）